# Omyomymar
Omyomymar is een geslacht van vliesvleugeligen uit de familie Mymaridae. De wetenschappelijke naam van dit geslacht is voor het eerst geldig gepubliceerd in 1983 door Schauff.

## Soorten
Het geslacht Omyomymar omvat de volgende soorten:
- Omyomymar alar Schauff, 1983
- Omyomymar breve Lin & Chiappini, 1996
- Omyomymar clavatum (Ogloblin, 1935)
- Omyomymar glabrum Lin & Chiappini, 1996
- Omyomymar grisselli Schauff, 1983
- Omyomymar longidigitum Lin & Chiappini, 1996
- Omyomymar silvanum (Ogloblin, 1935)